# بلا لیندر

خطوط مرزی تعیین شده در آتش‌بس بلگراد - قرمز ضخیم: منطقه جنوب این خط توسط ارتش مجارستان ترک شود و تحت نظارت ارتش فرانسه به تصرف صربستان (غرب) و رومانی (شرق) درآید. این نقشه همچنین خط مرزبندی دیکته شده توسط یادداشت ویکس را نشان می‌دهد.

بلا لیندر (به مجاری: Linder Béla) (زاده ۱۰ فوریه ۱۸۷۶ در بوداپست – درگذشته ۱۵ آوریل ۱۹۶۲ در بلگراد) سرهنگ توپخانه، وزیر جنگ دولت میهای کارویی، وزیر سیار دولت دِنِش برینکِی، وابستهٔ نظامی جمهوری شورایی مجارستان در وین و شهردار شهر پِچ در زمان اشغال صربستان بود.

## وزیر جنگ ۹ روزه
پدر بلا لیندر، یک کاتولیک رومی بود و در خاطرات پرنس لایوش ویندیش‌گرتس از او چنین یاد شده: «او یکی از نزدیکان مورد اعتماد وارث تاج و تخت پادشاهی، فرانتس فردیناند بود که پس از ترورش، لیندر را از ستاد کل اخراج کردند.»
بلا لیندر در جنگ جهانی اول سرهنگ توپخانه بود، پس از سه سال خدمت در جبهه، در تابستان ۱۹۱۷، به عنوان فرمانده برندهٔ چند نشان توپخانه شد. در ۳۱ اکتبر ۱۹۱۸، در زمان انقلاب گل مروارید، به دلیل ارتباطات شخصی، ناگهان از درجهٔ سرهنگی به وزیر جنگ ارتقا یافت و در ۲ نوامبر مقابل پارلمان با کراوات سرخ به دولت کارویی سوگند یاد کرد. او سخنرانی خود را بر ضد جنگ ایراد کرد: «هزاران سال سنت، هزاران سال بندگی، هزاران سال استبداد باید نابود شود. جنگ پنج سال طول کشید، جان هزاران هزار نفر لازم بود تا از دل آن یک زندگی پیروزمندانه جدید شکل بگیرد. این زندگی پیروزمندانه جدید در روح پاسیفیسم متولد می‌شود.» پس از آن جملات معروفش را بیان کرد: «دیگر به ارتش نیاز نیست. هرگز نمی‌خواهم سربازی ببینم». پس از سخنرانی لیندر، کارویی سعی کرد سخنان وزیر جنگ را به شیوه‌ای معنی‌دار توضیح دهد. لیندر متوجه عدم تناسب خود برای چنین کار دشواری شد و یک هفته بعد استعفا داد، که توسط دولت پذیرفته شد.
ارتش سلطنتی مجارستان در کودتای انقلاب گل مروارید هنوز بیش از ۱٬۴۰۰٬۰۰۰ سرباز داشت. کارویی با دستور خلع سلاح ارتش مجارستان مقابل خواست وودرو ویلسون رئیس‌جمهور ایالات متحده برای تحقق پاسیفیسم تسلیم شد. این امر به رهبری بلا لیندر در بامداد ۳ نوامبر انجام گرفت. با حکم خلع سلاح، مجارستان به نقطهٔ کاملاً آسیب‌پذیری رسید و بلافاصله پس از آن بود که چک‌ها، صرب‌ها و رومانیایی‌ها با استفاده از این فرصت منحصر به فرد اشغال مجارستان را آغاز کردند. به موجب آتش‌بس بلگراد در ۱۳ نوامبر که کارویی با متفقین به امضا رساند، ارتش مجارستان به شش لشکر پیاده و دو سواره محدود شد و خطوط مرزی موقتی در کنترل مجارستان باقی می‌ماند. به موجب این قرارداد، نیروهای صربستان و فرانسه از جنوب پیشروی کرده و کنترل بانات و کرواسی را در دست گرفتند، چکسلواکی نیز شمال مجارستان و بخشی از دامنه‌های کوه‌های کارپات را اشغال کرد و نیروهای رومانی مجاز به پیشروی تا رود ماروش بودند. با این وجود، یک روز پس از امضای قرارداد، صربستان تا شهر پچ پیشروی کرد. در زمان حاکمیت دولت صلح‌طلب کارویی، مجارستان کنترل تقریباً ۷۵ درصد از خاک خود را در پیش از جنگ جهانی اول به مساحت ۴۱۱٬۳۲۵ کیلومتر مربع بدون مقاومت مسلحانه از دست داد و در معرض اشغال خارجی قرار گرفت.
لیندر که به علت عدم تناسبش مورد انتقاد بود، در ۹ نوامبر از سمت وزیر جنگ استعفا داد ولی عضویت خود را در دولت نگاه داشت. کار او هدایت و آماده‌سازی برای مذاکرات آتش‌بس بلگراد بود.

## فعالیت‌های بعدی
با کودتای بلا کون، کارویی استعفا داد و جمهوری شورایی در ۲۱ مارس ۱۹۱۹ تأسیس شد. لیندر به عنوان وابستهٔ نظامی دولت کون در وین (۲ مه – ۵ اوت ۱۹۱۹) عهده‌دار اقدامات دیپلماتیک بود.
پس از سقوط دولت بلا کون، عضو حزب سوسیالیست شهر پچ و مدتی شهردار آن بود که علی‌رغم قرارداد مرزی با متفقین در تسخیر نیروهای صرب قرار داشت. او رهبری جمهوری صرب-مجار بارانیا-بایا، که بیش از یک هفته دوام نداشت (‎۱۴–۲۱ اوت ۱۹۲۱) را نیز به عهده داشت. پس از بیرون شدن نیروهای صرب، لیندر نیز با آنان به بلگراد گریخت.

## یادبود
در حالیکه در مجارستان او یکی از عاملان پیمان تریانون شناخته می‌شود که منجر به از دست دادن دو سوم خاک و جمعیت کشور شد، در یوگسلاوی از او به دلیل خدماتش در بین سالهای ‎ ۱۹۱۸–۱۹۱۹ تقدیر و برایش مراسم خاکسپاری دولتی برگزار شد و مقبره‌ای افتخاری در بلگراد دریافت کرد. لیندر پس از فرار از مجارستان تا زمان مرگ در یوگسلاوی زندگی کرد. لیندر متهم است که هیچ مقابلهٔ نظامیی در برابر خواسته‌های بی حد و حصر اتحاد مثلث نداشته‌است.

## توضیحات
1. 1 2  صلح‌طلبی، اصطلاحی که در کتب و مقالات تاریخی در مورد لیندر، دولت کارویی و هم‌فکران آنها به کار رفته‌است.
2. ↑  (به مجاری: Magyar Királyi Honvédség)